# عبد الرحيم برادة
عبد الرحيم برادة (1938 - 20 فبراير 2022)، هو كاتب ومحامي وناشط سياسي مغربي مختص في المحاكمات السياسية وفي القضايا المتعلقة بحرية المعتقد. عرف برادة بمعارضته لنظام الملك الحسن الثاني خلال سنوات الرصاص وبدفاعه عن عدة معارضين مشهورين مثل أبراهام السرفاتي والأمير هشام والخونة المنتمين لمنظمتي إلى الأمام و23 مارس.

## حياته
ولد عبد الرحيم برادة عام 1938 بمدينة الدار البيضاء وكان والده تاجر حرير بورجوازيا أصله من فاس ومتعدد الزوجات. كانت والدة عبد الرحيم هي الزوجة الرابعة لوالده. في سن 18 سنة وبعد حصوله على البكالوريا، انتقل عبد الرحيم لباريس ودرس القانون فيها. هناك التقى مع عمر بنجلون والمهدي بنبركة وقرر الانخراط في حزب الاتحاد الوطني للقوات الشعبية.
سنة 1966، عاد عبد الرحيم إلى المغرب، مشبعا بقيم الحرية والعدالة التي تعلم وقت دراسته، وقررأن يكون صديقا ومدافعا عن اشتراكيي وشيوعيي المعارضة المغربية. منذ ذلك الوقت, شارك عبد الرحيم برادة في المرافعة والدفاع في عدة محاكمات سياسية أبرزها محاكمة مراكش الكبرى سنة 1971، والتي توبع فيها 193 متهما بتهم محاولة قلب النظام, وهي محاكمة رافع فيها إلى جانب عدة 51 محاميا بارزا منهم عبد الرحيم بوعبيد ومحمد بوستة وعبد الرحمن بن عمرو.

## كتابه
أصدر عبد الرحيم برادة سنة 2018 كتابا باللغة الفرنسية عنوانه مرافعة من أجل مغرب علماني يطرح فيه ضرورة بدأ نقاش مسألة العلمانية في المغرب وأنه «ليس من المفروض أن يكون أمير المؤمنين حامي حمى الملة والدين فقط، بل أن يكون مدافعا عن المؤمنين واللادينيين».

## مقالات ذات صلة
- عبد الرحيم بوعبيد
- عمر بنجلون
- منظمة إلى الأمام
- أبراهام السرفاتي
- عبد الرحمن بن عمرو